# Distretto di Kicman'
Il distretto di Kicman' (in ucraino Кіцманський район?) era un distretto (rajon) dell'Ucraina, situato nell'oblast' di Černivci. Il suo capoluogo era Kicman'. È stato soppresso con la riforma amministrativa del 2020.